# Erastria mangiferaria
Erastria mangiferaria là một loài bướm đêm trong họ Geometridae.